# Octyltriazon
Octyltriazon of ethylhexyltriazon is de triviale naam voor tris(2-ethylhexyl)-4,4',4''-(1,3,5-triazine-2,4,6-triyltriimino)tribenzoaat. Het is ook bekend onder de merknaam Uvinul T 150 van BASF.
Het is een effectieve UV-B-filter, met een maximale absorptie bij een golflengte van 312 nm. Het mag gebruikt worden als ultravioletfilter in zonnebrandcrème met een maximale concentratie van 5%, en als UV-absorber in andere cosmetica, om ze te beschermen tegen de invloed van ultraviolet licht. De stof heeft een lage acute toxiciteit en veroorzaakt geen allergische of overgevoelige reacties.